# پلشکوو
پلشکوو (به لاتین: Pleshkovo) یک منطقهٔ مسکونی در روسیه است که در سرزمین آلتای واقع شده‌است.